# エストニアeIDカード
エストニアeIDカード（英語: Estonian ID card、エストニア語: Eesti ID-kaart）は、エストニアの国民ID（国民識別番号）カード。
1997年にeIDカードプロジェクトがスタートする:9。2000年3月にはエストニア政府によってeIDカードの発行が決定され、2002年1月よりeIDカードの発行が開始された:9。2007年時点ではエストニアの人口約135万人に対し、約100万枚のeIDカードが発行されている:9。
発行対象者は、エストニア国民およびエストニアへの移住者である:10。カードの発行はTrüb AG（スイスアーラウ）が行っている:10。
データ交換基盤として、X-Roadが整備されている:15。
eIDカードの内部スペック詳細は、開発者向けにWebサイトを通じて公開されており、eIDカードで利用する標準ソフトやドライバーソフト向けに、オープンな開発環境を提供されている。
eIDカードの情報がハッキングされたり、電子署名が偽造された事例は、2016年時点では発生していない。

## eIDカードの情報
eIDカードの表側、裏側には以下の項目が印刷、印字されているほか、ICチップに電子データが格納されている:11-13。
カード表側の印刷、印字項目
- カード所有者の顔写真
- カード所有者の自筆署名
- カード所有者の氏名
- カード所有者の国民ID番号
- カード所有者の生年月日
- カード所有者の性別
- カード所有者の市民権
- カード番号
- カードの有効期限

カード裏側の印刷、印字項目
- カード所有者の出生地
- カードの発効日
- その他、居住許可に関する項目など
- 表裏の印刷データを機械に読み取り可能なフォーマットに変換した文字列

ICチップ格納の電子データ
- 認証用の電子証明書
  - 公的メールアドレスを含む

- 署名用の電子証明書
  - カード所有者の氏名とカード所有者の国民ID番号を含む

項目の説明:14
国民ID番号
出生時に割り振られる一意の国民識別番号。
性別（1桁）+生年月日（6桁）+数値（4桁）の11桁。
公的電子メールアドレス
任意に登録したメールアドレス（最大5箇所）へ転送される。
名前.苗字_XXXX＠eetsi.ee の形式であり、XXXXはランダムな数値。
電子証明書
主に政府関係で利用されるが、銀行などでも利用されている。
年間20ユーロの費用負担があり、その内の10ユーロは政府負担で、個人負担が年間10ユーロ。

## eIDカードの利用事例
eIDカードを所持し提示する（券面の表記情報の確認、またはICチップの格納データの確認）によって、以下のような証明書類の代わりに利用できる。
- EU内パスポート[1]:17
- 公的身分証明書[1]:17
- 運転免許証[1]:17
- 公共交通機関における購入済の電子チケット[1]:17
- 健康保険証[1]:17
  - 電子保健記録 - 全国の病院などの医療機関のシステムと接続された保健情報システム。医療記録、患者の来院履歴なども記録する[4]。
  - 電子予約登録 - 病院の来院予約システム[4]。
  - 電子処方箋システム - 病院で処方された処方箋を登録し、eIDカードを提示することで薬剤師が処方箋を参照できる[4]。
- 電子投票における投票券[1]:17[2]
- 会社の登記[2] - eIDカードまたはeレジデンシーカード（後述）の所持者が平均的な企業を設立するのに、最短で9分25秒。一般的な起業に必要な時間は18分と言われる[5]。

## eレジデンシーカード
eレジデンシーカードは、非居住者向けに、オンライン上でeIDカード相当の電子認証が可能になるように、エストニア政府が所有者にID番号を提供するためのカード。2014年12月より発行を開始した。
所有者の国籍や居住する場所とは関係なく、所有者の写真もカードには掲示されない。居住許可証ではなく、身分証明証としても使用できない。
2015年末には、119か国から7000人以上にeレジデンシーカードが発行された。2019年8月末時点で59000人のeレジデンシーが登録されており、7000社ほどの会社がeレジデンシーを通してエストニアに登記されている。